# Max Kiesewetter
Max Kiesewetter (* 30. September 1854 in Neufahrwasser; † 16. Dezember 1914 in Langfuhr, Danzig) war ein deutscher Buchhändler, Schriftsteller und Dichter.

## Leben und Werk
Max Kiesewetter wurde 1854 in Neufahrwasser geboren. Neben seinem Beruf des Buchhändlers publizierte Kiesewetter seit den frühen 1880er Jahren Gedichte, zuerst in Literaturzeitschriften wie in den Blättern Deutsche Dichterhalle und Deutsches Dichterheim: Organ für Dichtkunst und Kritik, später auch in Unterhaltungsblättern wie der Zweibrücker Zeitung. 1914 erschien dann auch ein eigener Band im Buchhandel unter dem Titel Gedichte. Zwischen 1908 und 1911 hatte Kiesewetter kontinuierlich Stimmungsbilder aus dem Bezirk Neufahrwasser der Stadt Danzig in der Mittwochsbeilage Heimat und Welt der Danziger Zeitung herausgegeben, die 1931 vom Verlag Kafemann in Danzig zusammenhängend in einem eigenen Buch veröffentlicht wurden. 1963 erschien im Rosenberg-Verlag in Hamburg ein weiterer Band unter dem Titel Aus dem alten Danzig: Erinnerungen an Neufahrwasser.
Im Dezember 1914 verstarb Max Kiesewetter im Alter von 60 Jahren nach längerer Krankheit im Danziger Stadtteil Langfuhr.

## Schriften (Auswahl)
- Gedichte. Lyrik. 1914
- Aus dem alten Neufahrwasser. Stimmungsbilder. Verlag: Kafemann, Danzig, 1931
- Aus dem alten Danzig: Erinnerungen an Neufahrwasser. Stimmungsbilder. Verlag: Rosenberg-Verlag, Hamburg, 1963